# Ofra Haza
Ofra Haza (en hebreo עפרה חזה), (Tel Aviv, 19 de noviembre de 1957–23 de febrero de 2000, Ramat Gan) fue una cantante, compositora y actriz israelí de ascendencia yemeni que alcanzó una gran popularidad en Israel y en todo el mundo. Participó en la banda sonora de la película estadounidense El príncipe de Egipto.
En 2023, la revista Rolling Stone clasificó a Haza en el puesto número 186 en su lista de las 200 mejores cantantes de todos los tiempos.

## Biografía
Nació en el seno de una familia de judíos originarios de Yemen que habían emigrado a Israel. A los doce años se unió al grupo de teatro del barrio Hatikva, al sur de Tel Aviv. Tras servir durante dos años en el ejército israelí, grabó su primer disco en solitario, con el que obtuvo gran popularidad en Israel. A lo largo de su carrera, consiguió 16 discos de oro y platino. Cantó en hebreo, árabe, arameo e inglés, entre otras lenguas como el español.
Las primeras influencias musicales de Haza incluyeron el aprendizaje de canciones tradicionales yemeníes de sus padres;  La madre de Haza en particular, Shoshana, resultó ser una gran influencia en su dirección musical. Shoshana había sido una cantante profesional  en Yemen y a menudo actuaba en celebraciones familiares, y Haza también recuerda que su madre cantaba a sus hijos desde una edad temprana.  Además, las primeras influencias en su música vinieron de las canciones folclóricas israelíes, los Beatles y Elvis Presley.

## Trayectoria
En 1983 participó en el Festival de Eurovisión, y obtuvo el segundo puesto con la canción Hi, de Ehud Manor y Avi Toledano, lo que le proporcionó fama internacional. Dos años después publicó internacionalmente su disco Yemenite Songs, basado en los poemas del rabino Shalom Shabazi. En 1988 su canción Im Nin'alu, extraído del álbum Shaday (1988), que ganó el New Music Award al Mejor Álbum Internacional del Año, alcanzó un gran éxito en Alemania Occidental siendo número 1 durante 9 semanas seguidas. Con el álbum Kyria (1992) obtuvo una nominación para los Premios Grammy. Intervino en numerosas bandas sonoras. Para la película de animación El príncipe de Egipto, interpretó el tema Deliver Us (Libéranos) no sólo en la versión original en inglés, sino también en 18 de los doblajes internacionales de la película, incluyendo las dos versiones en español diferenciando el acento ibérico y el latinoamericano (para el mercado de América Latina).
En 1992, colaboró haciendo los coros con The Sisters of Mercy en la canción Temple of Love. La colaboración de Ofra Haza, permitió que dicha canción se colocase en primeros puestos de listas de venta. Fue uno de los vídeos más vistos en MTV en el año 1992.
En 1994, Haza lanzó su primer álbum en hebreo en siete años, Kol Haneshama ("El alma entera"). Aunque no fue un éxito inicial en las listas, el álbum produjo uno de sus mayores éxitos hasta la fecha, Le'orech Hayam ("A lo largo del mar"), escrito por Ayala Asherov. La canción no tuvo ningún éxito sustancial en las listas cuando se lanzó a la radio, pero se convirtió en un himno después de que Haza la interpretara en la asamblea en memoria del fallecido primer ministro Yitzhak Rabin, una semana después de su asesinato.
En 1994, a petición de Isaac Rabin, actuó en la ceremonia de entrega del Premio Nobel de la Paz.
En 1997 Haza volvió a grabar por última vez la canción de su álbum homónimo Ofra Haza, producido por Frank Peterson.
Su canción Im Nin 'Alu apareció en la BSO del videojuego Grand Theft Auto Liberty City Stories.

## Muerte
Murió a los 42 años, probablemente de neumonía y un fallo multiorgánico complicado por el SIDA, el 23 de febrero de 2000, aunque las circunstancias de su muerte no fueron confirmadas por la familia. Murió en el Centro Médico Sheba de la ciudad de Ramat Gan. Haza está enterrada en la sección de artistas del cementerio de Yarkon en Petah Tikva, cerca de Tel Aviv.

## Legado
Bezalel Aloni, mánager y productor de Haza durante 28 años, publicó el libro Michtavim L'Ofra (Cartas a Ofra) en 2007. El libro es en parte la autobiografía de Aloni y en parte una biografía de Haza, e incluye cartas escritas por Aloni.
El 22 de marzo de 2007, en el séptimo aniversario de su muerte, el Ayuntamiento de Tel Aviv-Yafo y el Fondo de Desarrollo de Tel Aviv rebautizaron parte del parque público del barrio de Hatikva con el nombre de Gan Ofra (Parque de Ofra) en su honor. El parque está situado al final de la calle Bo'az, en la que se encontraba la casa de la infancia de Haza. El parque cuenta con un parque infantil, símbolo de su amor por los niños y por el barrio en el que creció y al que siempre volvía.
El 19 de noviembre de 2014, Google celebró su 57 cumpleaños con un Google Doodle. El bloguero paquistaní Sarmad Iqbal, conocido por su postura a favor de la paz, elogió con entusiasmo a Ofra Haza en su entrada de blog titulada Carta de amor de un paquistaní a la música pop y el cine israelíes para The Times of Israel en 2017. Sarmad escribió: «Fue algo más que un icono cultural de Israel, ya que también trató de salvar la gran brecha entre Israel y sus vecinos árabes cuando sus canciones se difundieron a un público más amplio de Oriente Medio, desafiando todas las barreras a la paz y la amistad entre árabes e israelíes».

## Discografía selecta
- 1982 - Liyeladim
- 1983 - Shirey moledet 1
- 1984 - Shirey Teyman/Yemenite Songs
- 1985 - Adamah
- 1985 - Shirey Moledet 2
- 1986 - Yamim Nishbarim
- 1987 - Shirey Moledet 3
- 1987 - Album HaZahav (Golden Album)
- 1988 - Shaday
- 1988 - Yemenite Love
- 1988 - Fifty Gates Of Wisdom
- 1989 - Desert Wind
- 1992 - Kirya
- 1992 - The Sisters of Mercy- Temple of Love(con Ofra Haza)
- 1993 - Oriental Nights
- 1993 - And One - Friend Of Stars (Voice Ofra Haza)
- 1994 - Kol Haneshama
- 1997 - Ofra Haza
- 1998 - At Montreux Jazz Festival (Live 1990)
- 2000 - Greatest Hits vol. 1
- 2001 - HTV Music History
- 2004 — Greatest Hits vol. 2/Bemanginat Halev (Melody Of The Heart)
- 2008 — Forever Ofra Haza - Her Greatest Songs Remixed|divcolend}}

### Recopilaciones
- Ofra Haza Greatest Hits Vol.1 (3 CD) (2000)
- Ofra Haza Greatest Hits Vol.2 (3 CD) (2004)

## Galería

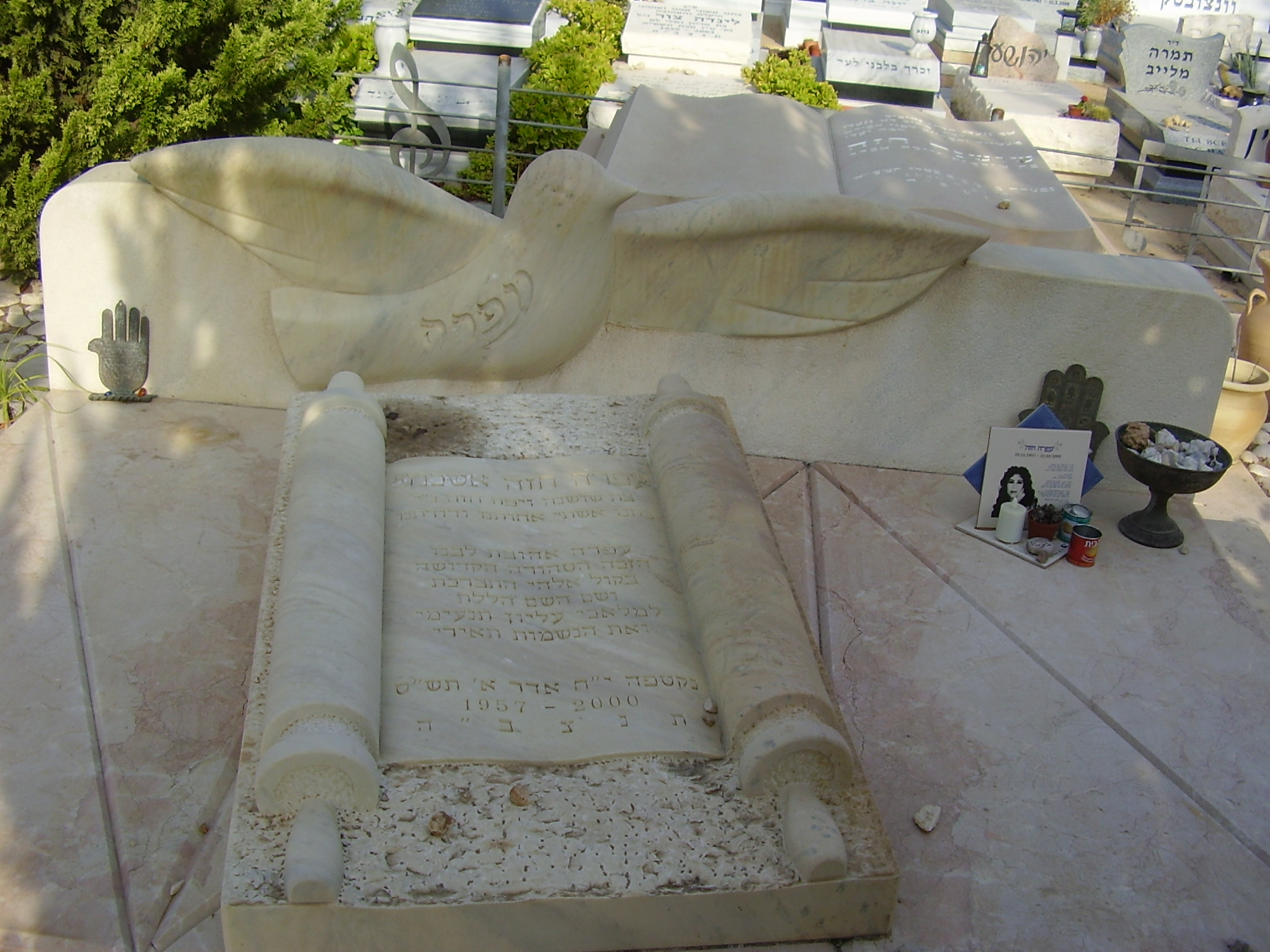
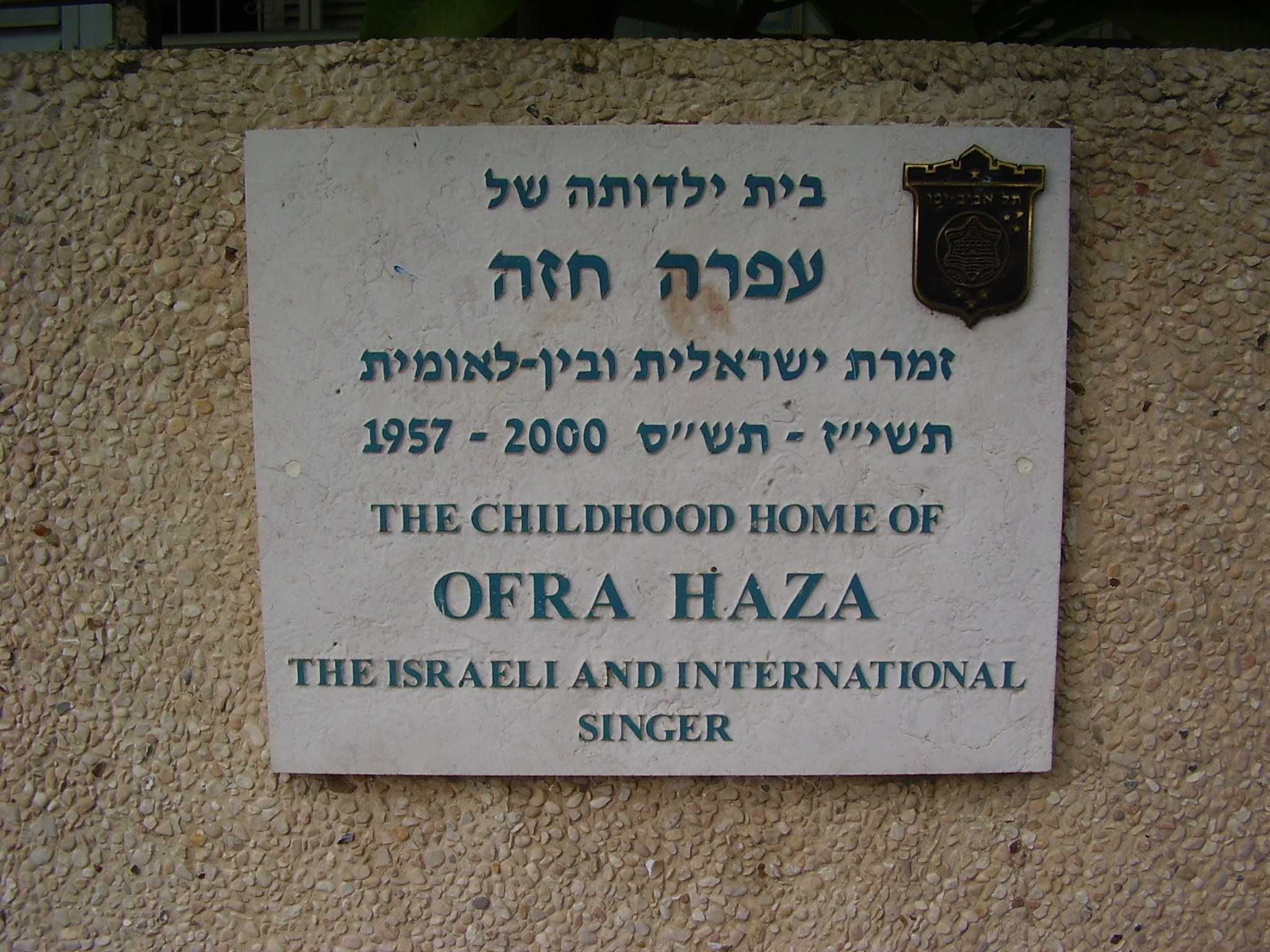
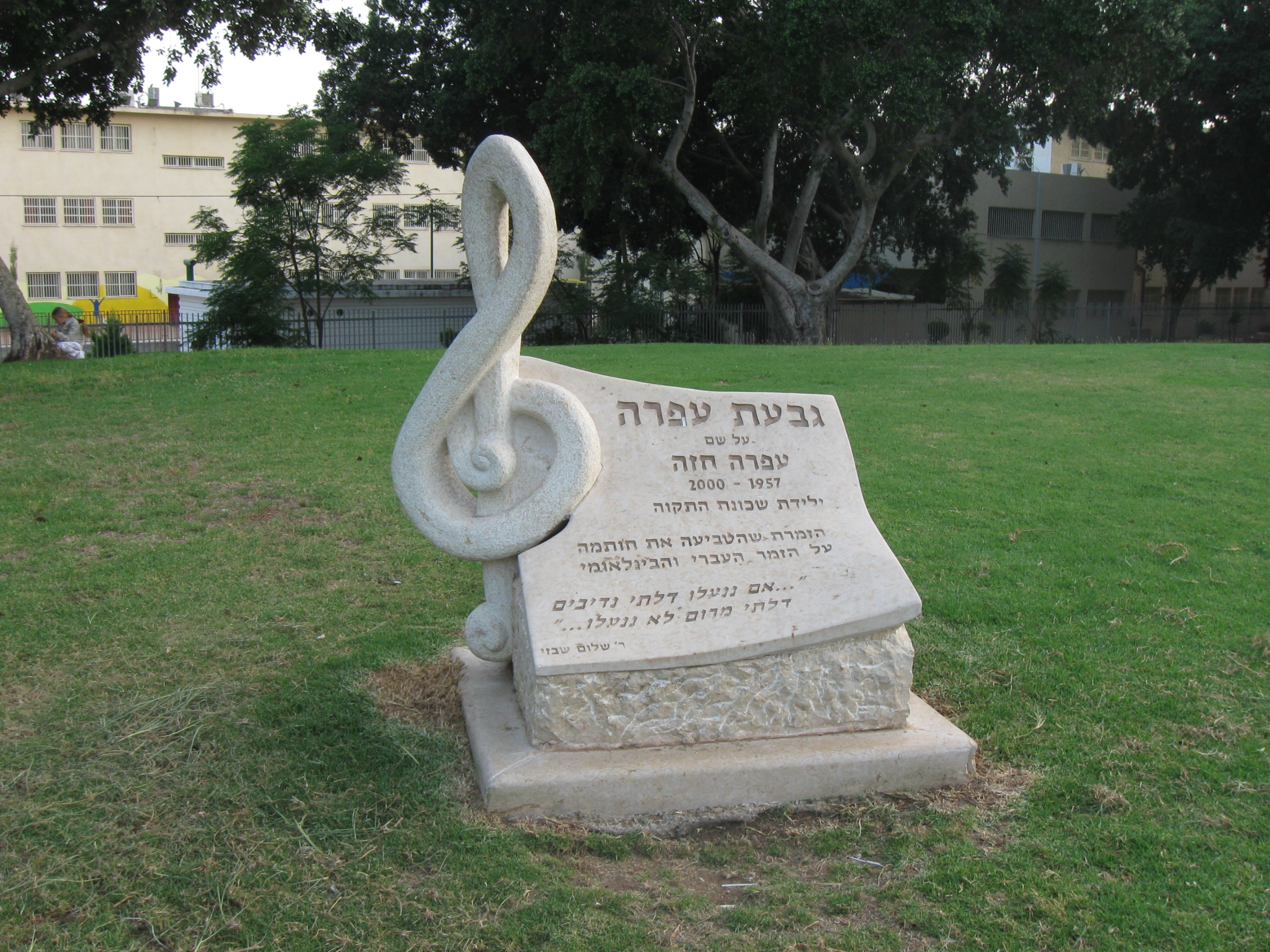